# Kramerolidia spiculata
Kramerolidia spiculata är en insektsart som beskrevs av Nielson 1982. Kramerolidia spiculata ingår i släktet Kramerolidia och familjen dvärgstritar. Inga underarter finns listade i Catalogue of Life.